# Кастан
Кастан (фр. Castans) насеље је и општина у јужној Француској у региону Лангдок-Русијон, у департману Од која припада префектури Каркасон.
По подацима из 2011. године у општини је живело 113 становника, а густина насељености је износила 6,64 становника/km². Општина се простире на површини од 17,01 km². Налази се на средњој надморској висини од 650 метара (максималној 1.187 m, а минималној 380 m).

## Демографија
| 1962. | 1968. | 1975. | 1982. | 1990. | 1999. | 2011. |
| ----- | ----- | ----- | ----- | ----- | ----- | ----- |
| 102   | 118   | 107   | 124   | 111   | 112   | 113   |

График промене броја становника у току последњих година